# 소고

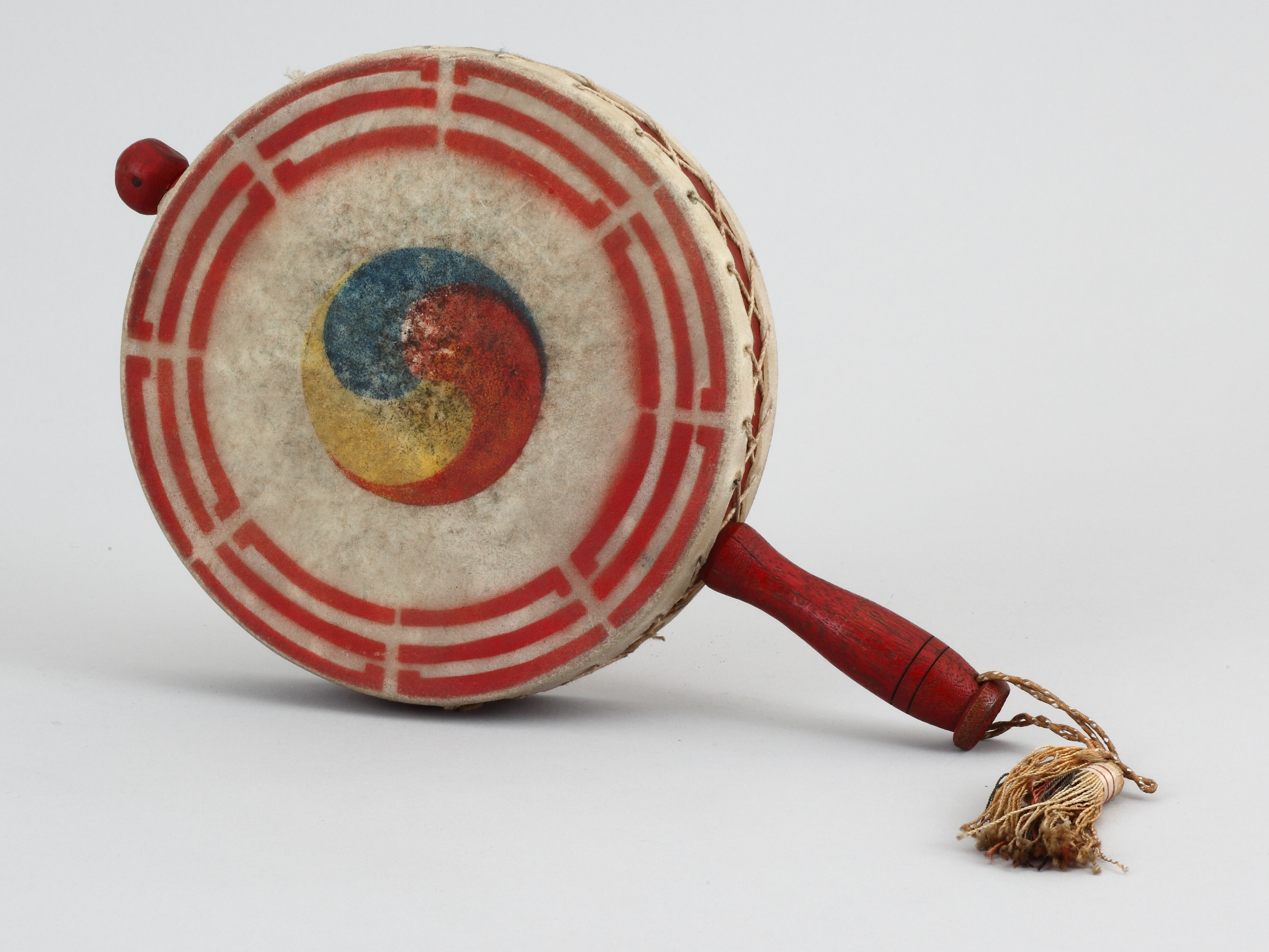
태극문양 소고

소고(小鼓)는 양면을 가죽으로 메우고 나무채로 쳐서 소리를 내는 한국의 전통적인 타악기로 법고(法鼓)·벅구라고도 불린다. 초등학교 필수 악기중 하나에 해당한다. 

## 모양
지름이 약 15 cm에서 30 cm가 넘기도 한다. 두께 역시 5 cm에서 10 cm를 넘기도 한다. 옆면은 나무로 틀을 짜고 일반적으로 양쪽에 소가죽을 이용하여 만들었다. 손잡이가 있는 경우가 많으며, 끈을 이용하여 손목에 고정을 시키는 형태도 있다.

## 치배의 역할
일반적으로 풍물패 가장 후미에 위치하여, 소리를 내는 것보다는 춤을 추며 흥을 돋우는 역할을 한다. 소고를 치는 사람은 지역에 따라서 고깔을 쓰는 경우가 있으며, 최근에는 작은 소고를 들고 채상모 놀음을 하는 형태로 소고 치배를 구성하는 경우가 많다.